# Fernandocosta
Fernandocosta, pseudonimo di Fernando Costa Morales (Ibiza, 14 luglio 1995), è un rapper spagnolo.

## Biografia
Cresciuto tra Ibiza e Granada, Fernandocosta inizia a pubblicare musica nel 2014, su piattaforme come YouTube e SoundCloud. Le sue ispirazioni musicali sono rapper spagnoli come Kase.O, Nach, SFDK e ToteKing.
Il 22 giugno 2018 pubblica Yipiyou, il suo primo album in studio, caratterizzato dalla presenza di artisti come Ayax y Prok e Dollar Selmouni. Il progetto ottiene successo a livello nazionale, affermandolo tra i principali esponenti della nuova scena hip hop spagnola. Il 27 maggio 2022 è la volta del secondo album Tirititando, in cui collabora con artisti come Foyone, Delaossa e Natos y Waor. Nello stesso anno ha l'occasione di esibirsi in concerto al WiZink Center di Madrid, confermandosi come uno degli artisti di maggior successo nel panorama musicale spagnolo.
Il 30 maggio 2025 pubblica il suo terzo album, dal titolo Amor de barrio, che lo vede collaborare con Lia Kali, L-Gante, Natos y Waor e Cano.

## Discografia

### Album in studio
- 2018 – Yipiyou
- 2022 – Tirititando
- 2025 – Amor de barrio